# Обръч
Обръчът е спортен уреда с форма на пръстен, който се върти около кръста, крайниците или врата. Той е един от петте основни спортни уреда, използвани в художествената гимнастика.
Обръчът се използва от деца и възрастни от поне 500 г. пр. н. е. Обръчите за деца обикновено са с диаметър приблизително 70 см, докато тези за възрастни са около един метър. Традиционните материали за направа на обръчи включват върбови или лозови клонки, както и твърди треви. Днес те обикновено са правят от пластмаса.

## Видове обръчи
- Масажиращ обръч – състоящ се от няколко части, снабдени с масажиращи приставки от вътрешната страна на обръча. Използва се за масаж и за стягане на талията, корема и ханша.
- Магнитен обръч – състоящ се от няколко части, снабдени с магнитни приставки от вътрешната страна на обръча.
- Алуминиев обръч – лек обръч за начинаещи.
- Неопренов обръч – мек обръч, вътрешността на който е от метал или пластмаса, а външния слой е от неопрен или друга пяна.
- Огнен обръч – пластмасов обръч с 3 – 8 огневи фитила по контура, използван от изпълнителите на огнени шоута.

## Рекорди
Рекордът за най-продължителното и непрекъснато въртене на обръч се държи от Аарон Хибс от Кълъмбъс, Охайо – 74 часа и 54 минути между 22 и 25 октомври, 2009 г. През ноември 2019 г. в Чикаго, Илинойс, Джени Доан подобрява този рекорд на 100 часа.
Рекордът за успешно завъртян най-голям обръч от мъж е на Юя Ямада от Япония през февруари 2019 г, който завърта обръч с диаметър от 5,40 метра. При жените рекордът се държи от Джети Кехайова от САЩ, която на 2 ноември 2018 г. завърта обръч с диаметър 5,188 м.
През 2000 г. Роман Шедлер завърта 53-килограмова тракторна гума за 71 секунди в Брегенц, Австрия.